# Hudson (New York)
Hudson ist eine Stadt im US-Bundesstaat New York und ist County Seat für das Columbia County. Das U.S. Census Bureau hat bei der Volkszählung 2020 eine Einwohnerzahl von 5.894 ermittelt. Der Name der Stadt ist vom Hudson River abgeleitet, an dessen östlichem Ufer sie liegt, und geht somit auf den Erforscher Henry Hudson zurück.
Im 19. Jahrhundert erlebte die Stadt einen Aufschwung durch den Walfang. Heute ist Hudson bekannt durch zahlreiche Antiquitätengeschäfte auf der Warren Street. Einen weiten Ausblick über das Hudson Valley hat man von Olana aus, dem im Stil eines persischen Schlosses erbauten Anwesen des amerikanischen Landschaftsmalers Frederic Edwin Church. In Hudson befindet sich ein Feuerwehrmuseum, das zu den größten der Brandbekämpfung gewidmeten Museen der Welt gehört.

## Geographie
Nach den Angaben des United States Census Bureaus hat die Stadt eine Fläche von 6,0 km²; davon entfallen 5,6 km² auf Land und 0,4 km² (= 6,47 %) auf Gewässer.
Auf der anderen Seite des Flusses liegt die Town of Athens und das Greene County; im 19. Jahrhundert waren die beiden Flussufer hier durch eine Fähre verbunden. Dazwischen liegen die Middle Ground Flats, eine frühere Sandbank, die sowohl durch natürliche Aufspülung als auch Ablagerung von ausgebaggertem Material gewachsen ist.

## Geschichte
Hudson ist County Seat des Columbia Countys. Niederländische Siedler kauften 1662 das Land, auf dem sich die Stadt befindet, den damals hier heimischen Mahicans ab. Das Gebiet gehörte einst zur Town of Claverack; der ursprüngliche Name der Siedlung war deswegen Claverack Landing. Das von Walfängern aus Neuengland und Kaufleuten aus Nantucket, Martha’s Vineyard und Providence, Rhode Island bewohnte Hudson erhielt 1785 eine Charta als City. Hudson war ein geschäftiger Hafen und unterlag bei der Abstimmung über die Hauptstadt des Bundesstaates durch das New Yorker Parlament um eine Stimme.
Die City wuchs rasch und lag beim Zensus 1790 nach der Einwohnerzahl der Städte in den Vereinigten Staaten an 24. Stelle. Noch 1820 war Hudson die viertgrößte Stadt in New York.

## National Register of Historic Places
Olana, das Haus des Landschaftsmalers Frederic Church, wurde 1965 als Olana State Historic Site zur National Historic Landmark erklärt. Außerdem sind oder könnten Hunderte von Bauwerken Hudsons in das National Register of Historic Places aufgenommen werden, viele von ihnen liegen innerhalb der beiden eingetragenen Denkmalschutzzonen Rossman-Prospect Avenue Historic District und dem größeren Hudson Historic District. Hinzu kommen eine Reihe von individuell als Denkmal anerkannten Gebäuden. Zu den individuell in das Register eingetragenen Bauwerken gehören das 1861 erbaute Cornelius H. Evans House und das 1911 erbaute U.S. Post Office.
| Ref.-Nummer | Name                                                           | Adresse | Name der MPS                                     | Datum der Aufnahme |
| ----------- | -------------------------------------------------------------- | --- | ------------------------------------------------ | ------------------ |
| 03001035    | Dr. Oliver Bronson House and Estate                            | westlich von US-9 |                                                  | 31. Juli 2003      |
| 73001173    | Dr. Oliver Bronson House and Stables                           | südlich von Hudson abseits US-9                                                                                          |                                                  | 20. Feb. 1973      |
| 04001340    | Henry A. and Evanlina Dubois House                             | 105 Ten Broeck Ln. |                                                  | 6. Dez. 2004       |
| 74001226    | Cornelius H. Evans House                                       | 414–416 Warren St. |                                                  | 1. Nov. 1974       |
| 70000420    | Front Street-Parade Hill-Lower Warren Street Historic District | Front and Warren Sts. |                                                  | 5. März 1970       |
| 03001142    | Houses at 37-47 North Fifth St.                                | 37–47 N. Fifth St. |                                                  | 15. Nov. 2003      |
| 85003363    | Hudson Historic District                                       | grob begrenzt durch Warren und State Sts., Eighth und Seventh Sts., E. Allen und Allen St. und Penn Central (Conrail) RR | Hudson MRA                                       | 21. Okt. 1985      |
| 79003796    | Hudson/Athens Lighthouse                                       | südlich der Middle Ground Flats im Hudson River                                                                          | Hudson River Lighthouses TR                      | 29. Mai 1979       |
| 85003364    | Rossman-Prospect Avenue Historic District                      | Prospect and Rossman Aves.                                                                                               | Hudson MRA                                       | 21. Okt. 1985      |
| 88002508    | U.S. Post Office Hudson                                        | 402 Union St. | US Post Offices in New York State, 1858–1943, TR | 17. Nov. 1988      |
| 99001483    | Elisha Williams House                                          | 7 Aitkin Ave. | Hudson MPS                                       | 9. Dez. 1999       |
| 80002599    | Oliver Wiswall House                                           | westlich von Hudson |                                                  | 4. Sep. 1980       |

## Verkehr
Amtrak, der landesweite Personzugbetreiber bedient Hudson mit dem Adirondack, der täglich zwischen Montreal und New York City verkehrt, allen Zügen des Empire Service zwischen New York City und Albany-Rensselaer beziehungsweise Buffalo, dem Ethan Allen Express in beiden Richtungen zwischen New York City und Rutland, Vermont sowie dem Maple Leaf, der täglich in beiden Richtungen New York City und Toronto miteinander verbindet.
U.S. Highway 9 führt als Hauptstraße über einen Teil der Warren Street durch die Stadt. New York State Route 9G/23B verlaufen durch die South Third Street.

## Demographie
Zum Zeitpunkt des United States Census 2000 bewohnten Hudson 7524 Personen. Die Bevölkerungsdichte betrug 1338,7 Personen pro km². Es gab 3347 Wohneinheiten, durchschnittlich 595,5 pro km². Die Bevölkerung Hudsons bestand zu 64,29 % aus Weißen, 24,02 % Schwarzen oder African American, 0,28 % Native American, 2,84 % Asian, 0,01 % Pacific Islander, 4,15 % gaben an, anderen Rassen anzugehören und 4,41 % nannten zwei oder mehr Rassen. 8,41 % der Bevölkerung erklärten, Hispanos oder Latinos jeglicher Rasse zu sein.
Die Bewohner Hudsons verteilten sich auf 2951 Haushalte, von denen in 28,6 % Kinder unter 18 Jahren lebten. 29,4 % der Haushalte stellten Verheiratete, 19,6 % hatten einen weiblichen Haushaltsvorstand ohne Ehemann und 46,1 % bildeten keine Familien. 39,0 % der Haushalte bestanden aus Einzelpersonen und in 15,5 % aller Haushalte lebte jemand im Alter von 65 Jahren oder mehr alleine. Die durchschnittliche Haushaltsgröße betrug 2,26 und die durchschnittliche Familiengröße 3,00 Personen.
Die Bevölkerung verteilte sich auf 23,7 % Minderjährige, 9,4 % 18–24-Jährige, 30,0 % 25–44-Jährige, 21,0 % 45–64-Jährige und 16,0 % im Alter von 65 Jahren oder mehr. Das Durchschnittsalter betrug 37 Jahre. Auf jeweils 100 Frauen entfielen 106,7 Männer. Bei den über 18-Jährigen entfielen auf 100 Frauen 105,6 Männer.
Das mittlere Haushaltseinkommen in Hudson betrug 24.279 US-Dollar und das mittlere Familieneinkommen erreichte die Höhe von 27.594 US-Dollar. Das Durchschnittseinkommen der Männer betrug 26.274 US-Dollar, gegenüber 22.598 US-Dollar bei den Frauen. Das Pro-Kopf-Einkommen belief sich auf 15.759 US-Dollar. 25,6 % der Bevölkerung und 23,8 % der Familien hatten ein Einkommen unterhalb der Armutsgrenze, davon waren 37,7 % der Minderjährigen und 13,9 % der Altersgruppe 65 Jahre und mehr betroffen.
Bei den Zahlen sind rund 500 Häftlinge eines Gefängnisses berücksichtigt.

## Persönlichkeiten

### Bekannte Einwohner
Martin Van Buren eröffnete hier seine erste Rechtsanwaltskanzlei. Am 1. März 1794 wurde William Jenkins Worth, ein General im Mexikanisch-Amerikanischen Krieg, nach dem Fort Worth in Texas benannt ist, in der Union Street Hudsons geboren. Sein Geburtshaus existiert noch, und die Worth Avenue der Stadt wurde nach ihm benannt. Ebenfalls ein Sohn der Stadt ist der am 10. Juli 1823 geborene Sanford Robinson Gifford, der zur zweiten Generation von Landschaftsmalern der Hudson River School gehörte. Nach seinem Tod am 29. August 1880 wurde er auf dem Cedar Park Cemetery in Hudson begraben.
Zu den bekannten Bewohnern der Stadt gehörten auch der Schriftsteller und New York State Poet Laureate John Ashbery, der Pfarrer John Corapi und der Komponist Philip Glass. Die Autorin Dawn Langley Simmons lebte in den 1980er Jahren in Hudson, als sie ihre Biographie von Margaret Rutherford verfasste. Hudson war auch die Heimatstadt von Daniel McGuire, der 1987 den American Book Award für seinen Roman Portrait of Little Boy in Darkness erhielt. McGuire war ein Arbeiter in einer Fabrik in Hudson und veröffentlichte kein weiteres Werk.
Der Psychiater und Schriftsteller Stephen Bergman, der den Künstlernamen Samuel Shem benutzt, wuchs in Hudson auf und schildert die Stadt regelmäßig in seinen Büchern.

### Söhne und Töchter der Stadt
- William W. Belknap (1829–1890), Kriegsminister
- Bert Geer Phillips (1868–1956), Maler
- Ed Card (* 1946), Bobsportler
- Marion Greig (* 1954), Ruderin